# بحران انسانی غزه (۲۰۲۳–اکنون)
نوار غزه در نتیجه جنگ اسرائیل و حماس با یک بحران انسانی روبرو شده است. این بحران هم شامل یک قحطی قریب‌الوقوع و هم یک فروپاشی مراقبت‌های بهداشتی است. در آغاز جنگ، اسرائیل محاصره نوار غزه را تشدید کرد که منجر به کمبود قابل توجه سوخت، غذا، دارو، آب و تجهیزات ضروری پزشکی شد. این محاصره منجر به کاهش ۹۰ درصدی در دسترس بودن برق، تأثیر بر منابع برق بیمارستان، تأسیسات فاضلاب و تعطیلی کارخانه‌های تصفیه آب که آب آشامیدنی را تأمین می‌کنند، شد. این‌ها سبب شد تا شیوع گسترده بیماری در سراسر غزه صورت بگیرد.

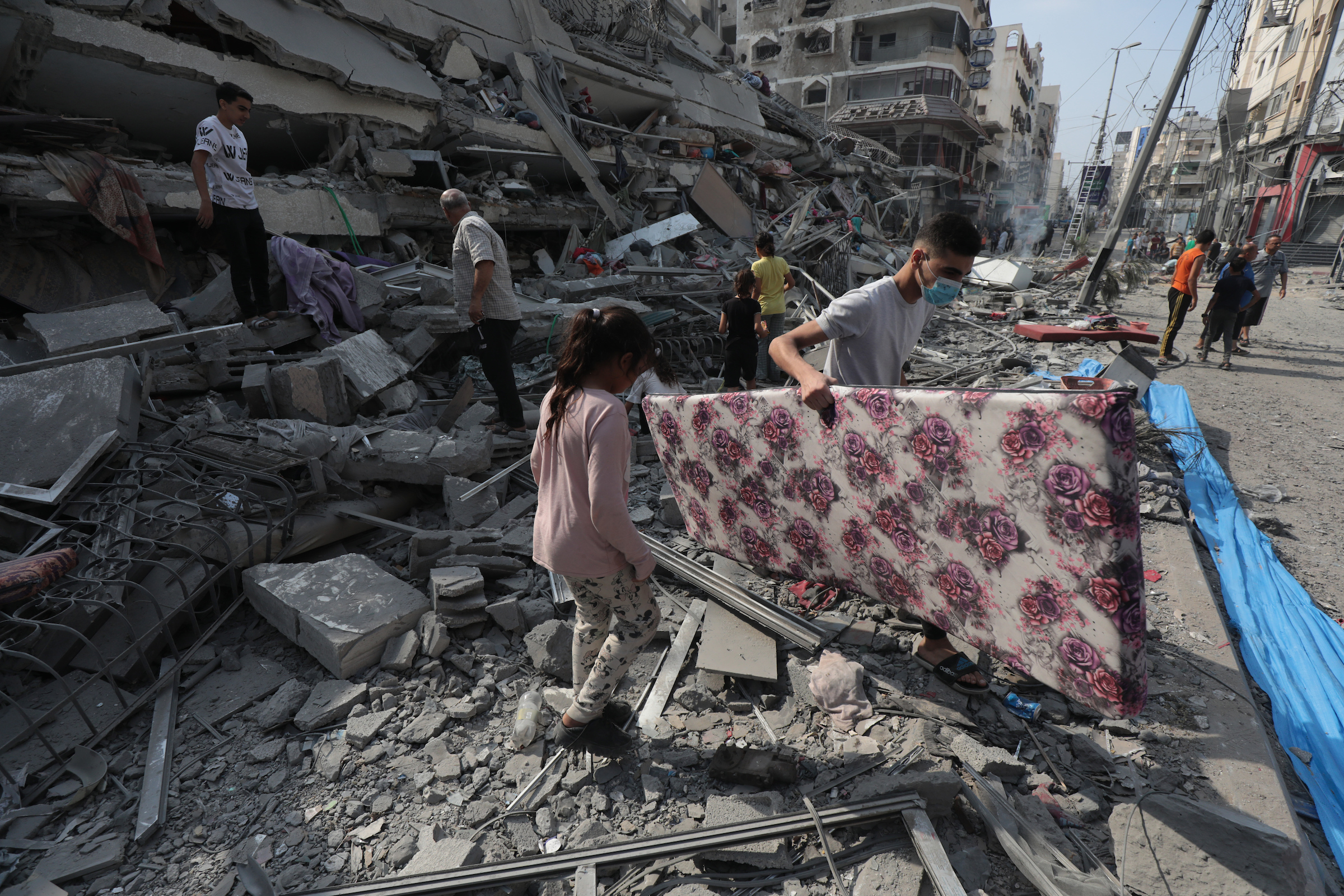
ساکنان خرابه‌های آپارتمانی را که در حملات هوایی اسرائیل ویران شده است، بازرسی می‌کنند

بمباران شدید حملات هوایی اسرائیل خسارات فاجعه باری به زیرساخت‌های غزه وارد کرد و بحران را بیشتر کرد. وزارت بهداشت غزه از کشته شدن بیش از ۴۰۰۰ کودک در ماه اول جنگ خبر دادند. آنتونیو گوترش، دبیرکل سازمان ملل متحد گفت که غزه به قبرستان کودکان تبدیل شده است.  در ماه مه ۲۰۲۴، سامانتا پاور، رئیس USAID اظهار داشت که شرایط در غزه «بدتر از هر زمان دیگری» است.
سازمان‌هایی مانند پزشکان بدون مرز، صلیب سرخ، یونیسف، سازمان بهداشت جهانی، برنامه عمران ملل متحد، صندوق جمعیت سازمان ملل متحد و برنامه جهانی غذا دربارهٔ یک فروپاشی وخیم بشردوستانه هشدار داده‌اند. در نوامبر ۲۰۲۳، فولکر ترک، مسئول حقوق بشر سازمان ملل، گذرگاه رفح را به عنوان «دروازه ای به سوی یک کابوس زنده» توصیف کرد. 
به هر حال این بحران یک فاجعه انسانی تلقی می شود و مسئولین این فاجعه باید مجازات شوند حال هرکه می خواهد باشد